# Open de Franche Comté 2003
L'Open de Franche Comté 2003 è stato un torneo di tennis facente parte della categoria ATP Challenger Series nell'ambito dell'ATP Challenger Series 2003. Il torneo si è giocato a Besançon in Francia dal 3 al 9 marzo 2003 su campi in cemento indoor.

## Vincitori

### Singolare
Cyril Saulnier ha battuto in finale  Eric Taino con il punteggio di 7–6(8), 6–4

### Doppio
Jonathan Erlich /  Julian Knowle hanno battuto in finale  Richard Gasquet /  Nicolas Mahut con il punteggio di 6–3, 6–4